# 藤原盛子 (藤原道長女)
藤原 盛子（ふじわら の せいし/もりこ、生没年不詳）は、摂政藤原道長の娘。三条天皇の尚侍、女御だったと伝わる。母は源明子といわれているが不詳。
『尊卑分脈』にその名が見られるが、『御堂関白記』などの信頼性の高い史料には登場しない。また異説として源師房の娘ともいわれるが、三条天皇譲位の時に師房は9歳であり時代が合わない。このため、存在の実否も含めて詳細は不明である。一説としては、三条天皇の皇后だった藤原娍子を尊卑分脈の編者が誤記したものとも推測されている。